# Felső-Gombás-patak
A Felső-Gombás-patak a Gödöllői-dombságban ered, Vác északi határában, Pest vármegyében, mintegy 230 méteres tengerszint feletti magasságban. A patak forrásától kezdve északi, majd északnyugat-nyugati irányban halad, majd Vácnál éri el a Dunát.

## Part menti település
- Vác